# Rio Blue Earth
O Rio Blue Earth é um rio dos Estados Unidos afluente do Rio Minnesota, localizado no Condado de Blue Earth e Monkato.